# 克努茲·奧格·尼爾森

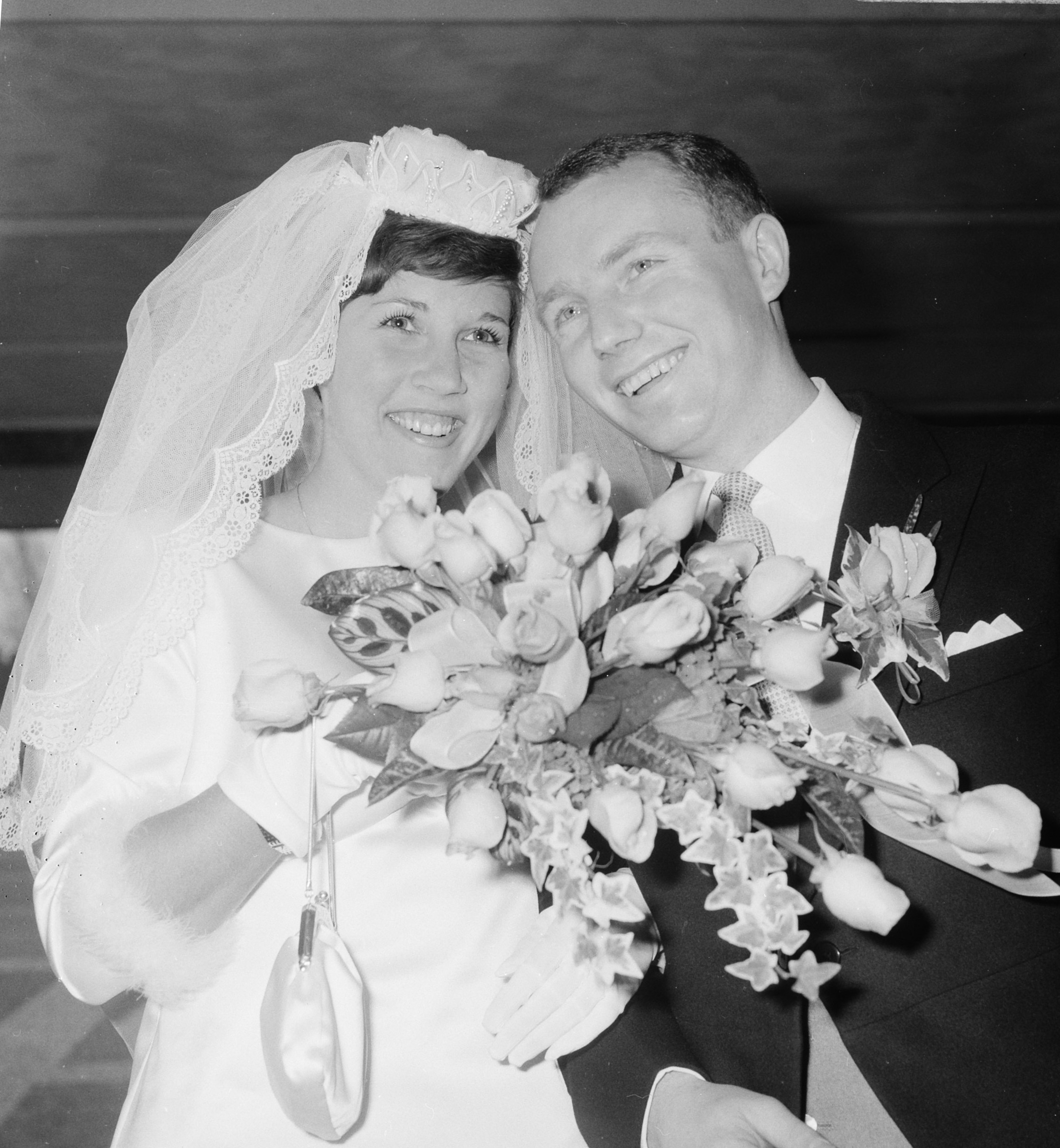
克努茲·奧格·尼爾森與伊姆蕊·里特費爾德的結婚照，1964年4月17日

克努茲·奧格·尼爾森（Knud Aage Nielsen，1937年—），是一位來自丹麥的退役男子羽球運動員。
克努茲·奧格·尼爾森的單打技術具有一致性和出色的機動性，從1950年代後期到1960年代中期，他屬於國際一流水準。1964年，他在全英羽球錦標賽中贏得男子單打冠軍。該賽事當時被視為非官方的世界羽球錦標賽，他在決賽中擊敗同胞亨寧·波希。他在1960-61年和1963-64年代表丹麥隊出戰湯姆斯盃（男子國際團體賽）的單打比賽，為丹麥隊在1964年挑戰賽輸給印尼隊時拿下唯一的單打勝利。
他的哥哥是波爾-埃里克·尼爾森，曾三次獲得全英雙打冠軍。